# Myans
Myans és un municipi francès situat al departament de la Savoia i a la regió d'Alvèrnia-Roine-Alps. L'any 2007 tenia 1.039 habitants.

## Demografia

### Població
El 2007 la població de fet de Myans era de 1.039 persones. Hi havia 401 famílies de les quals 92 eren unipersonals (46 homes vivint sols i 46 dones vivint soles), 141 parelles sense fills, 141 parelles amb fills i 27 famílies monoparentals amb fills.
La població ha evolucionat segons el següent gràfic:
Habitants censats

### Habitatges
El 2007 hi havia 449 habitatges, 403 eren l'habitatge principal de la família, 26 eren segones residències i 20 estaven desocupats. 397 eren cases i 51 eren apartaments. Dels 403 habitatges principals, 328 estaven ocupats pels seus propietaris, 56 estaven llogats i ocupats pels llogaters i 19 estaven cedits a títol gratuït; 4 tenien una cambra, 15 en tenien dues, 35 en tenien tres, 100 en tenien quatre i 249 en tenien cinc o més. 371 habitatges disposaven pel capbaix d'una plaça de pàrquing. A 145 habitatges hi havia un automòbil i a 239 n'hi havia dos o més.

### Piràmide de població
La piràmide de població per edats i sexe el 2009 era:
| Homes | Edats   | Dones |
| ----- | ------- | ----- |
| 0     | 95 o +  | 0     |
| 3     | 90 a 94 | 1     |
| 0     | 85 a 89 | 7     |
| 2     | 80 a 84 | 1     |
| 12    | 75 a 79 | 12    |
| 22    | 70 a 74 | 18    |
| 19    | 65 a 69 | 22    |
| 29    | 60 a 64 | 14    |
| 24    | 55 a 59 | 29    |
| 41    | 50 a 54 | 49    |
| 28    | 45 a 49 | 38    |
| 30    | 40 a 44 | 23    |
| 20    | 35 a 39 | 19    |
| 25    | 30 a 34 | 21    |
| 28    | 25 a 29 | 14    |
| 23    | 20 a 24 | 13    |
| 21    | 15 a 19 | 13    |
| 20    | 10 a 14 | 23    |
| 17    | 5 a 9   | 18    |
| 14    | 0 a 4   | 17    |

## Economia
El 2007 la població en edat de treballar era de 666 persones, 482 eren actives i 184 eren inactives. De les 482 persones actives 454 estaven ocupades (260 homes i 194 dones) i 27 estaven aturades (10 homes i 17 dones). De les 184 persones inactives 91 estaven jubilades, 45 estaven estudiant i 48 estaven classificades com a «altres inactius».

### Ingressos
El 2009 a Myans hi havia 411 unitats fiscals que integraven 1.077,5 persones, la mediana anual d'ingressos fiscals per persona era de 22.315 €.

### Activitats econòmiques
Dels 42 establiments que hi havia el 2007, 1 era d'una empresa alimentària, 1 d'una empresa de fabricació d'altres productes industrials, 14 d'empreses de construcció, 11 d'empreses de comerç i reparació d'automòbils, 2 d'empreses d'hostatgeria i restauració, 1 d'una empresa financera, 7 d'empreses de serveis, 2 d'entitats de l'administració pública i 3 d'empreses classificades com a «altres activitats de serveis».
Dels 13 establiments de servei als particulars que hi havia el 2009, 1 era un taller de reparació d'automòbils i de material agrícola, 3 paletes, 1 guixaire pintor, 2 fusteries, 1 lampisteria, 4 electricistes i 1 perruqueria.
L'únic establiment comercial que hi havia el 2009 era una fleca.
L'any 2000 a Myans hi havia 28 explotacions agrícoles que ocupaven un total de 330 hectàrees.

## Equipaments sanitaris i escolars
El 2009 hi havia una escola elemental.

## Poblacions més properes
El següent diagrama mostra les poblacions més properes.